# Manuel Urrutia Lleó
Manuel Urrutia Lleó (ur. 8 grudnia 1901 w Yaguajay, prowincja Las Villas, zm. 5 lipca 1981 w Nowym Jorku) – kubański polityk i sędzia, przywódca Demokratycznego Sojuszu Rewolucyjnego.
Walczył przeciwko dyktatorskiej władzy prezydentów Gerardo Machado i Fulgencio Batisty. Od 1957 do 1959 przebywał poza krajem. Zaraz po rewolucji kubańskiej został wyznaczony na tymczasowego prezydenta (1959 r.), jednak szybko został odsunięty od władzy z powodu nielojalności wobec Fidela Castro. Jego miejsce zajął Osvaldo Dorticós Torrado. W 1963 wyemigrował do USA.